# Pudding

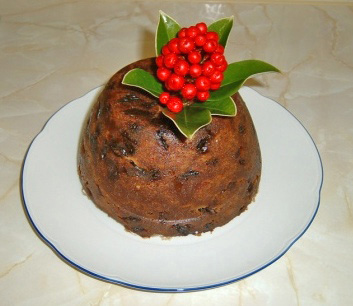
Julpudding.

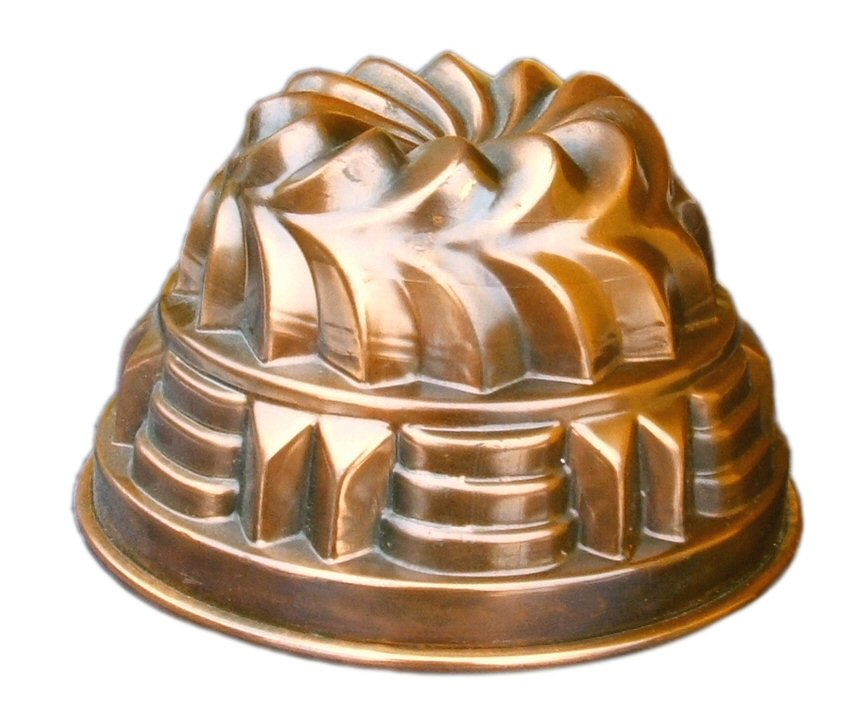
Puddingform i koppar.

Pudding är en form av maträtt, med flera betydelser som skiljer sig mycket i olika länders mattraditioner. I det svenska köket avser termen ofta rätter som överhälls med äggstanning av ägg, mjölk samt ibland mjöl, och som därefter gräddas i ugn eller kokande vattenbad tills puddingen har stannat. Det kan vara laxpudding eller makaronipuddingar med varierande ingredienser.
Pudding kan också avse en söt efterrätt eller kräm som baseras på en vätska, ofta mjölk, som får koka med socker och olika smaksättare. Utöver pudding på ägg finns även populära variationer på potatis- eller majsmjöl (stärkelse), så kallad "blancmangé", alternativt gelatin/pektin. Mindre vanligt är också varianter på agar ("japanskt/kinesiskt gelatin") och karragentång (”irländsk mossa”). Puddingmassan hälls upp i portionsskålar eller i en stor puddingskål, får kallna och stelna och ibland stjälpas upp. Omtyckta smaktillsatser ger bland annat chokladpudding, vaniljpudding och vaniljpudding med mandelsmak.